# مينشول فيرنون (تشيشير)
مينشول فيرنون (بالإنجليزية: Minshull Vernon)‏ هي قرية و أبرشية مدنية تقع في المملكة المتحدة في إنجلترا. يقدر عدد سكانها بـ 224 نسمة .